# 久水宏之
久水 宏之（ひさみず ひろゆき、1931年3月7日 -2025年1月25日）は、日本の経済評論家。ローマクラブ会員。

## 経歴
富山県に生まれる。福岡県で育ち、福岡県中学修猷館、旧制福岡高等学校を経て、1953年、東京大学法学部を卒業し、日本興業銀行に入行する。
日本興業銀行において、1977年12月、取締役調査部長、1981年6月、取締役業務部長、1983年3月、常務取締役業務部長を歴任し、その間、大蔵省の諮問機関である金融問題研究会の委員等も務める。1983年6月、日本興業銀行を退社し、以後、経済評論家として、執筆、講演、経営相談などの幅広い活動を行う。

## 著書
- 『元気の出る経済学―孤立から共生へ』（時事通信社、1987年）
- 『時代の響きを共に聴く 日本の可能性再発見』（財界研究所、2012年）